# Leptolebias aureoguttatus
Leptolebias aureoguttatus är en fiskart som först beskrevs av Da Cruz, 1974.  Leptolebias aureoguttatus ingår i släktet Leptolebias och familjen Rivulidae. Inga underarter finns listade i Catalogue of Life.